# Филипус Симонсон
Филипус Симонсон (на старонорвежки: Filippus Símonsson) е претендент за трона на Норвегия от партията на баглерите в периода 1207 – 1217 г.
Филипус Симонсон е син на норвежкия аристократ Симон Каресон, дълги години воювал на страната на баглерите против техния противник Свере Сигурдсон, и на Маргарет Арнадотир. Кръвната линия на майка му му осигурявала едновременно много знатно потекло, но същевременно се явявала проблем, който бил причина много баглери да не желаят да признаят Филипус за свой крал. Работата е там, че майка му била полусестра на крал Инге Крокрюг, но само по линия на тяхната обща майка Ингрид Рагнвалсдатер от два нейни различни брака. А баглерите държали във вените на краля им да тече кръвта на рода Хорфагре, първият норвежки кралски род. Също така по майчина линия Филипус Симонсон се явявал правнук на шведския крал Инге Стария (баба му Ингрид Рагнвалсдатер била дъщеря на Инге Стария). И тук баглерите опонирали, че Филипус Симонсон е по-скоро шведски кралски потомък, но не и норвежки. Въпреки това с подкрепата на някои влиятелни аристократи и духовници, Филипус получил титлата ярл, а по-късно бил издигнат от Тинга и за крал на част от Норвегия.
През 1208 г. е постигнат компромис с краля на биркебайнерите Инге Бордсон и Норвегия е поделена като Филипус Симонсон получава Оплан и Викен. Сключеният мирен договор предвиждал Филипус да спре да използва титлата „крал“, както и собствен печат, но той не се съобразил с това чак до смъртта си през 1217 г.

## Семейство
Филипус Симонсон бил женен за дъщерята на Свере Сигурдсон Кристин Свересдатер. Бракът им бил бездетен.